# (35205) 1994 PS17
1994 PS17 (asteroide 35205) é um asteroide da cintura principal. Possui uma excentricidade de 0.12246980 e uma inclinação de 2.28604º.
Este asteroide foi descoberto no dia 10 de agosto de 1994 por Eric Walter Elst em La Silla.